# Scindapsus grandifolius
Scindapsus grandifolius — вид квіткових рослин із родини кліщинцевих (Araceae), роду Scindapsus. Це ліана, рідним ареалом якої є Малезія (деталі неясні, можливо зараз вимер).